# Stanisław Chomicz-Adamski
Stanisław Chomicz-Adamski (ur. 1858 w Łodzi, data i miejsce śmierci nieznane) – polski architekt działający w Imperium Rosyjskim.

## Życiorys
Po ukończeniu szkoły realnej w Łodzi wyjechał do Sankt Petersburga, gdzie studiował od 1876 w Instytucie Technologicznym. W 1881 otrzymał dyplom inżyniera cywilnego I stopnia, od 1888 mieszkał w Teodozji, gdzie pełnił funkcję architekta miejskiego. Dzięki Stanisławowi Chomicz-Adamskiemu rozpoczęto budowę budynków w stylu neorenesansu oraz z zastosowaniem czerwonej cegły, bez tynkowania. Zaprojektował zbiornik Subatsko-Teodozyjski, cegielnię, browar oraz szpital w Sudaku.